# Leucocoryne angosturae
Leucocoryne angosturae är en amaryllisväxtart som beskrevs av Pierfelice Ravenna. Leucocoryne angosturae ingår i släktet Leucocoryne och familjen amaryllisväxter. Inga underarter finns listade i Catalogue of Life.